# Beth Clayton
Laura Beth Clayton (Malvern, Arkansas) es una cantante de ópera mezzosoprano estadounidense.

## Trayeectoria
El padre de Clayton era un ministro metodista. Cantó en la iglesia y luego en producciones musicales en el campamento de la iglesia y en la escuela secundaria. Su primera asistencia a una ópera en vivo, una producción de Little Rock de Dido y Eneas.
Clayton se graduó de la Universidad Metodista del Sur y de la Escuela de Música de Manhattan, donde estudió con Mignon Dunn. Fue aprendiz de artista para la Ópera de Santa Fe y miembro del Houston Grand Opera Studio.

## Reconocimientos
Los premios de Clayton incluyen un premio William Matheus Sullivan. Fue finalista en las Audiciones del Consejo Nacional de la Ópera Metropolitana .
En el verano de 2003, Clayton interpretó el papel de Rosalind en las primeras representaciones de la ópera de Sir Richard Rodney Bennett The Mines of Sulphur en 30 años. Se publicó una grabación en el sello Chandos y fue nominada para un premio Grammy en 2007. En 2008, Clayton creó varios papeles (Oficial/Analista médico/Cheevers) en el Théâtre du Châtelet en la ópera The Fly de Howard Shore.

## Recepción de la crítica
Justin Davidson, ganador del premio Pulitzer de crítica, dijo sobre la actuación de Clayton en el estreno de Lilith de Deborah Drattell en el New York State Theatre en 2001: "Beth Clayton, que debutó con la compañía, se deslizó de forma memorable por el papel principal, armada con una capa de pelo largo, castaño, de champú comercial, una soprano feroz y brillante y un camisón reluciente".

## Vida personal
Clayton es una lesbiana declarada. Vive en Santa Fe y en la ciudad de Nueva York con su pareja de hace tiempo, la soprano de ópera Patricia Racette. La pareja se conoció en 1997, año en el que cantaron juntas La traviata en la Ópera de Santa Fe. Clayton ha expresado su gratitud a Racette por no haber hablado públicamente de su sexualidad durante varios años: "Mi carrera acababa de empezar y penséːDios mío, no necesito ese adjetivo. Lo sentía como un equipaje extra justo cuando me estaba estableciendo. Pero ahora estoy muy orgullosa de aceptarlo. No define mi carrera de ninguna manera. E una  validación. Estamos viviendo nuestra verdad.” En junio de 2002, cuando Patricia Racette apareció en la portada de Opera News, solicitó que la revista incluyera su salida del armario, afirmando que su sexualidad y su larɡa relación con Clayton eran una parte muy importante de su identidad como artista. Clayton también participó en la entrevista.
Clayton y Racette se casaron en cuatro ocasiones.